# Коста Лакоста
Коста Лакоста (справжнє ім'я — Костянтин Сергійович Бондаренко ; нар. 19 травня 1997 року, Первомайськ, Миколаївська область, Україна) — російський поп-виконавець. З 4 червня 2025 року — громадянин Росії.

## Біографія

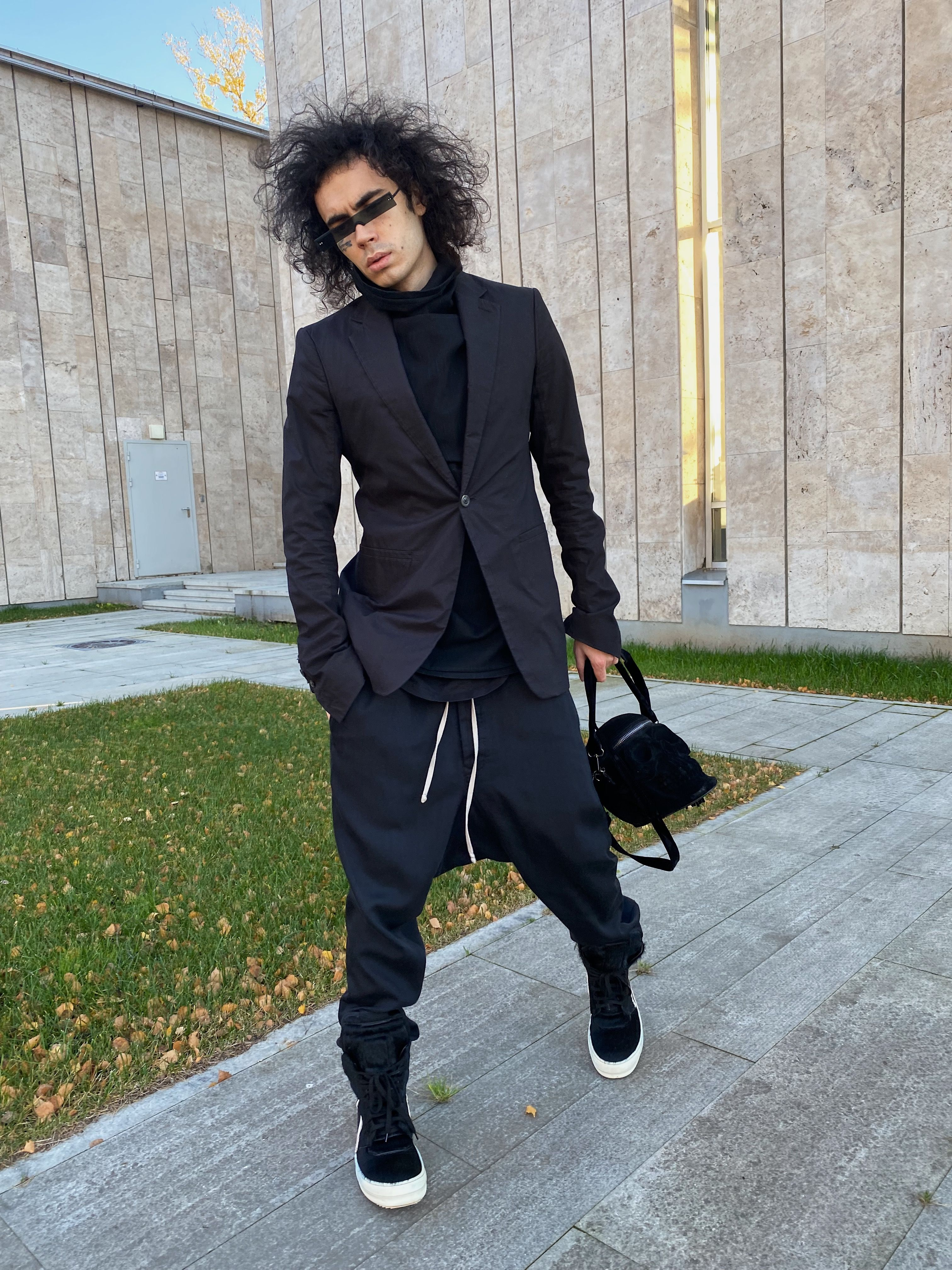

Костянтин Бондаренко родом із Первомайська (Миколаївська область, Україна). Починав кар'єру як учасник гурту «Чорне Кіно». У 2016 році у гурту вийшов кліп «AdidasNike», який привернув увагу музичних критиків.
У 2018 році Коста Лакоста розпочинає сольну кар'єру. Його перший сингл виходить у колаборації з Елджеєм — Трек «SOSEDI» вийшов у грудні 2018 року на його лейблі «143». Власником лейблу є відомий артист Елджей. У лютому 2019 року артист випустив свій сольний сингл «Cosa Nostra», який успішно закріпився у російських музичних чартах. У 2019 році Коста Лакоста розпочинає активну співпрацю з режисером Максимом Шишкіним, під його керівництвом музикант випускає чотири музичні кліпи: «Червоні Водоспади», «Роздягайся», «Венера» та «Баккара». За артистом закріплюється свій фірмовий візуальний стиль. Коста Лакоста був героєм у модних журналах «Harper's BAZAAR Kazakhstan», «ELLE Girl Russia» та «Marie Claire».
Артист продовжує свою співпрацю з лейблом «143» і за період з 2020 по 2021 рік встиг випустити спільні треки з Елджеєм, Томмі Кеш і Лолітою. У 2021 році артист почав активно гастролювати Росією, почав записувати свій дебютний альбом, а також планує творчі тандеми з іншими представниками російської та української сцени. 19 листопада 2021 року разом з Лолітою в ефірі Вечірнього Урганту виконав пісню «По-другому».

## Дискографія

### Міні-альбоми
| Назва    | Деталі                                                               | Трек-лист |
| -------- | -------------------------------------------------------------------- | --------- |
| Інфініті | - Реліз: 2020 - Лейбл: Universal Music - Формат: Цифрова дистрибуція |           |

### Сингли
- 2021 — По-другому (feat. Лолита)
- 2021 — Пронто (feat. G-Pol)
- 2021 — Антиклимакс (feat. Лолита)
- 2021 — Этой Ночью
- 2021 — Призрак
- 2020 — Богиня Пантеона
- 2020 — Кабриолет
- 2020 — Чикита
- 2020 — Торнадо
- 2020 — Не шукай (feat. IRAIDA)
- 2020 — Toilet (feat. Элджей, Tommy Cash)
- 2020 — Ласточка
- 2019 — Самолётик
- 2019 — Сойти с ума (feat. Tim3bomb)
- 2019 — Допинг
- 2019 — Дискошар
- 2019 — Баккара
- 2019 — Венера
- 2019 — Раздевайся
- 2019 — Метеориты (feat. Элджей)
- 2019 — Эскорт
- 2019 — Эротика
- 2019 — Алые Водопады
- 2019 — Cosa Nostra
- 2018 — Соседи (feat. Элджей)